# Enfantillages de Noël
Albums de Aldebert
Enfantillages 2 Enfantillages 3
Enfantillages de Noël est le dixième album d'Aldebert, sorti le 23 octobre 2015.

## Liste des pistes
1. Petit Papa Noël (chamboulé !)
2. Le Nécessaire
3. On en a marre de Noël, avec Oldelaf et Jean-Pierre Marielle
4. Maman Noël
5. Santa Claus Attitude
6. Une mandarine et deux papillotes, avec Jean-Pierre Marielle
7. Medley de Noël, avec Gaëtan Maire
8. L'Infinie Nuit, avec Michaël Gregorio
9. Le Bonhomme de neige, avec Florent Marchet
10. Le Monsieur qui dort dehors, avec Pauline Croze
11. La Machine à remonter le temps
12. Si c'était les marmots
13. Cette nuit est super (Chanson Cachée)